# Попадейкин, Ростислав Анатольевич
Ростислав Анатольевич Попадейкин (2 марта 1946, Томск, РСФСР — 24 декабря 2001, Томск, Россия) — советский государственный деятель, председатель Томского облисполкома (1989—1990).

## Биография
Родился в семье служащих. Окончил среднюю школу № 10 в Томске, затем — Томский политехнический институт (1969). Учёбу совмещал с работой, токарь на ТЭМЗе, монтёр телефонной сети.
После окончания ТПИ работал на Томском приборном заводе, мастер, начальник участка, начальник цехов.
С октября 1973 года на комсомольской работе, первый секретарь Советского райкома ВЛКСМ Томска (1974—1975). В октябре 1975 года избран председателем[уточнить] парткома Томского приборного завода. С 1980 года — первый секретарь Октябрьского райкома КПСС, с 1983 — зав. отделом оборонной промышленности Томского обкома КПСС.
Возглавлял Томский областной Совет профсоюзов (1984), работал в аппарате ЦК КПСС (1986—1989). 4 октября 1989 года на альтернативной основе избран председателем исполкома Томского областного Совета народных депутатов. В октябре 1990 года ушёл с поста председателя облисполкома под давлением демократической оппозиции. Исполнял обязанности уполномоченного Министерства внешнеэкономических связей РФ по Томской области (1997).
В декабре 1995 года участвовал в выборах губернатора Томской области, на которых набрал 9,6 % голосов избирателей, заняв четвёртое место в общем списке результатов.
В середине 1990-х годов занимал пост президента Акционерного общества открытого типа «Сибирская финансово-промышленная компания».
На момент кончины (декабрь 2001) работал начальником департамента энергетики, транспорта, связи и дорожного хозяйства администрации Томской области.
Сын — Валерий Попадейкин (1968 г. р.) — журналист, бывший председатель томского городского отделения партии «Наш выбор», бывший пресс-секретарь губернатора Томской области Сергея Жвачкина.

## Награды и звания
Награждён орденом «Знак Почёта».